# Günther Dobberke
Günther Dobberke (ur. ?, zm. ?) – niemiecki as myśliwski z czasów I wojny światowej z 8 potwierdzonymi oraz trzema niepotwierdzonymi zwycięstwami powietrznymi.
Do Jagdstaffel 45 przybył na początku 1918 roku. Pierwsze zwycięstwo odniósł 6 marca w okolicach Fortu Marre. Drugie i ostatnie zwycięstwo w jednostce odniósł 25 czerwca, w okolucy Fleury zestrzelił samolot SPAD A 2. Na przełomie czerwca i lipca 1918 roku został przeniesiony do Jagdstaffel 60, gdzie latając na samolocie Fokker D.VII, w ciągu niecałego miesiąca odniósł kolejne 6 zwycięstw. 15 października 1918 roku w czasie oblatywania nowego egzemplarza Fokkera D.VII na terenie Armee Flug Park No. 3 Dobberke został ranny. Dalsze jego losy nie są znane. 